# Арборетум Лисичине
Арборетум Лисичине (arboretum од лат. речи arbor - дрво) једна је од три збирки аутохтоних (домаћих) и алохтоних (страних) врста дрвећа и жбуња у Републици Хрватској. Настао је у другој половини 20. века, овај арборетум спада међу најбогатије живим збиркама различитих таксона четинарског и лишћарског дрвећа.

## Положај и пространство
Арборетум Лисичине као што му и само име кажа налази се у селу Лисичине, у општини Воћин, на око 20 км од града Слатина у републици Хрватској.  Простире се у средишњем делу планине Папук  на површини од 45 ha.
Површина арборетума коју посетиоци могу да посете износи 24 хектара и многе људе више занима овај ужи, хортикултурни део. Али постоје и два поља - поље Евроазије и поље Северне Америке. У оквиру Арборетума налази се и 18 хектара букове секундарне прашуме, која је изузета од управљања у оквиру врта и користи се за истраживање.

## Мисија
Осим научно-образовне мисије арборетум има и декоративну улогу, као и санитарно-хигијенски значај.
- Научно-образовна функција - арборетума огледа се у могућности одвијања практичне наставе из релевантних области (ботаника, шумарство и сл). У њему се проучавају биолошка својства дрвенастих врста и њихови међусобни односи и врше друга мултидисциплинарна истраживања. У Србији су арборетуми заштићени законом као Споменици природе III категорије.
- Декоративна функција - арборетума украшава животну средину и уклапа се у систем зеленила околног простора. Својим композиционим решењима и разноврсношћу биљака свакако доприноси у великој мери пејзажу, а свакако представља репрезентативну зелену површину.
- Санитарно-хигијенска функција - заснива се на чињеници да су арборетуми најчешће велике зелене површине, које самим тим имају велики утицај на смањење загађења ваздуха, редукцију буке, регулацију температуре и влажности ваздуха, али и друге врсте загађења.[2][3]

## Историја
Арборетум у Лисичини, основан је 1963. залагањем инжењера шумарства Ђуре Јоргића, који је много труда уложио у садњу аутохтоних врста биљака.
Првобино овај арборетум који је заузимао површину од приближно 40 хектара, до рата на простору бивше Југославије 1990-тих година, био је богат разноразним врстама дрвећа и грмља. Како оних врста које су биле међу значајнијим домаћим врстама у Хрватској, тако и врстама пореклом из многих области широм Европе, Азије и Америке. Арборетум је до 1991. године укупно имао око 2.500 таксона и култивара и био је један од најзначајнијих у југоисточној Европи.
Током сукоба на простору Хрватске 1991. године арборетум је у ратним сукобима тешко страдао Поред директне штете, ратна дејства су нанела и индиректну штету. Наиме оштећењем заштитне ограде, велики број дивљих животиња са настанило и несметано кретало по врту наносећи штету посебно осетљивим културама.

## Опште информације
Тренутно се у Арборетуму Лисичине налази 511 таксона, док их је пре рата на простору Југославије  било 1.100, тврди Бојана Ардалић-Филић, шумарка Шумарије Воћин и један од службеницаАрборетума.
Ознаке у целом Арборетуму обележавају сваку биљку, грм, дрво и објашњавају најзанимљивије о њима.
Међу овим врстама најзанимљива је и ретка врста  јапанска пршљенка (Sciadopitys verticillata), или јапански кишобран - бор, јединствени ендем црногорице у Јапану,  и живи фосил без блиских сродника, присутан у евиденцији фосила око 230 милиона година. У висину нарасте до 30 метара формирајући густу уску пирамидалну крошњу. Дебло је пречника до 4 метра, кора је густа, црвенкасто-смеђе боје. Гране су водоравне и кратке, а пупољци су овални.
Оно што је у овом врту неизбежно и скреће пажњу посетилацаје грм рододендрона, зимзелени грм, познат и као дрво руже. Многи су пробали и засадили ово цвеће, али никада нису успели, али примери присутни у Арборетуму су једноставени и изузетно лепи.

### Галерија
- >Арборетум Лисичине- шетна стаза
- Арборетум Лисичине- шетна стаза у близини улаза до овалног подијума
- Арборетум Лисичине - шетна стаза
- Арборетум Лисичине - одмориште и зденаца у близини језера
- Арборетум Лисичине - падина унутар арборатума
- Арборетум Лисичине - одмориште и место окупљања посетилаца
- Арборетум Лисичине - стаза кроз предао са четинарима